# Variantenmanagement
Das Variantenmanagement (oder Variantenverwaltung) ist ein ganzheitlicher Ansatz, die Variantenvielfalt eines Produkts über den gesamten Produktlebenszyklus zu beherrschen; dazu gehört auch die Verhinderung, Reduzierung oder Optimierung der Produktvielfalt z. B. durch Bildung von Produktfamilien, und die Betrachtung der Kundenzufriedenheit, Gesamtkosten in Hinblick auf Produktentwicklung, Beschaffung, Produktion,  und Marktstrategie.

## Variantenmanagement im Vertrieb
Die zunehmende Globalisierung und Segmentierung der Absatzmärkte sowie die ständige Differenzierung der Kundenwünsche erfordern von den Herstellern eine immer größere Vielfalt an Produkten preisgünstig anzubieten. In der Automobilindustrie ist es inzwischen üblich, dass der Kunde sein Fahrzeug selbst konfigurieren kann. Hierbei sind zahlreiche Abhängigkeiten und Restriktionen zu beachten, welche sowohl technisch aber auch vom Hersteller aus anderen Gründen, festgelegt sein können. Deshalb ist es erforderlich, unterstützende Software (Produktkonfiguratoren) bereitzustellen, die den Kunden bei der Auswahl der zulässigen Ausstattungen unterstützen. So sind bestimmte Karosserie-Motor-Getriebe-Kombinationen 'verboten' oder es müssen bestimmte Ausstattungskombinationen ausgewählt werden, z. B. eine stärkere Batterie bei der Auswahl einer Klimaanlage. Für Beherrschung der Variantenvielfalt und die Erstellung einer widerspruchsfreien Produktkonfiguration ist eine logische Produktdefinition in Form einer idealen booleschen Algebra hilfreich. Diese gewährleistet eine konsistente Produktdefinition und erleichtert die Beschreibung von Restriktionen zwischen den Modell- und Ausstattungsvarianten.

## Variantenmanagement in der Produktion
Für die Produktion ergibt sich die Herausforderung, trotz der zunehmenden Produktvielfalt, eine effiziente und kostenoptimierte Fertigung sicherzustellen.
Deshalb wird durch Modularisierung, sowie standardisierte Schnittstellen sichergestellt, dass Einzelteile und Baugruppen in allen oder möglichst vielen Produktvarianten wiederverwendet werden können. Hierdurch ergibt sich auch eine Optimierung der Fertigungsvorgänge. Das zugrundeliegende Prinzip kann mit dem der Lego-Steine gut veranschaulicht werden: Durch standardisierte Schnittstellen (Steckverbindung der Bausteine) kann aus einem definierten Satz verfügbarer Module (Bausteine) eine große Anzahl an Produktvarianten hergestellt werden.
Um die Variantenvielfalt und -komplexität insgesamt zu beherrschen, bietet es sich an, die Varianten auf verschiedenen Abbildungsebenen zu beschreiben, die jeweils nur einen bestimmten Ausschnitt bzw. Umfang der Varianten wiedergeben.
1. Produkt-Ebene: beschreibt die verkaufsrelevanten Merkmale der Erzeugnisvarianten
2. Montage-Ebene: beschreibt die durch Montage entstehenden Varianten von Modulen und Aggregaten
3. Struktur-Ebene: beschreibt die Varianten der grundlegenden technischen Baugruppen
4. Material-Ebene: beschreibt die Varianten der Einzelteile, Rohteile und Halbzeuge

Die Produktionssteuerung richtet sich nach den jeweiligen Ebenen; während in der Montage- und Struktur-Ebene Fließprozesse eine große Rolle spielen, stehen bei der Teilefertigung häufig diskontinuierliche Prozesse und unterschiedliche Fertigungsverfahren im Vordergrund.

### Gründe für die Variantenvielfalt
Mögliche Gründe für die vom Markt verlangte Variantenvielfalt sind beispielsweise:
- Stark unterschiedliche Anwendungen für die einzelnen Varianten.
- Verschiedene gesetzliche Anforderungen für verschiedene Länder oder Märkte.
- Der Trend zu individuellem Besitztum, um sich von der Masse abzuheben.
- Zunehmende Designorientierung der Produkte.
- Individuell unterschiedliche Anforderungen der Anwender desselben Produkts.
- Technische Weiterentwicklung bei eingeschränkter Aufwärts- oder Abwärtskompatibilität.

### Beispiele für Variantenmanagement
Im IT-Bereich ist es heutzutage oft möglich, bei einer Bestellung bis ins Detail anzugeben, wie die Ware aussehen soll. So kann beispielsweise im Extremfall bei einem Computer, der heutzutage sehr modular aufgebaut ist, die Preisspanne zwischen der Basisvariante und der teuersten möglichen über Größenordnungen gehen. Der Kunde erhält ein maßgeschneidertes Produkt, ohne dass dem Hersteller Mehraufwand entsteht.
Ein Werkzeug für das Variantenmanagement ist zum Beispiel ein Produktkonfigurator.

## Variantenmanagement und Marketing
Ein wichtiger Aspekt des Variantenmanagements ist, dass die angebotenen Varianten vom Kunden überhaupt wahrgenommen werden. So kann der Kunde beispielsweise oft nicht zwischen sehr ähnlichen Varianten unterscheiden. Im Bereich des Marketing wird hier Vorlaufforschung betrieben (unter anderem, um die zu erwartende Kannibalisierung unter den Varianten festzustellen) sowie im späteren Verlauf der Produktentwicklung ermittelt, wie die unterschiedlichen Varianten dem Kunden vorgestellt werden können.

## Variantenmanagement in der Softwareentwicklung
Variantenmanagement befasst sich mit verschiedenen Ausprägungen oder Varianten einer Software und hilft bei deren Strukturierung, Verwaltung und Erzeugung. Man versteht darunter, dass es Variantenmanagement ermöglicht, ganze Produktlinien einfacher zu verwalten und einzelne Varianten aus den Eigenschaften der Produktlinie auf einfache Weise zusammenzustellen und zu rekonfigurieren. Die einzelnen Produktvarianten können dann optimaler Weise aus einer produktlinienübergreifenden Basis an Quelltexten und Ressourcen heraus automatisch erzeugt werden. In vielen größeren Softwareprojekten treten Varianten für verschiedene Zielgruppen auf. Eine klassische Aufteilung ist die Gliederung in Personal, Professional und Enterprise Varianten.
Es gibt bisher wenige Tools am Markt, die sich konkret auf Variantenmanagement spezialisiert haben. Insgesamt ist Variantenmanagement noch ein relativ junger Aspekt der Softwareentwicklung. Aus diesem Grunde geht mit dem Thema Variantenmanagement häufig eine Verwechslung mit Versionsverwaltung einher, so dass sich eine Unterscheidung der Begrifflichkeiten erst ab einer gewissen Komplexität eines Softwareprojekts abzeichnet.